# Jürgen Peper
Jürgen Peper (* 9. September 1923; † 2021) war ein deutscher Amerikanist.

## Leben
Er besuchte 1950 die Universität Tübingen und von 1954 bis 1963 die Freie Universität Berlin. Von 1972 bis 1992 war er Universitätsprofessor für Amerikanistik an der Universität Graz.

## Schriften (Auswahl)
- Bewusstseinslagen des Erzählens und erzählte Wirklichkeiten. Dargestellt an amerikanischen Romanen des 19. und 20. Jahrhunderts, insbesondere am Werk William Faulkners. Leiden 1966, OCLC 2755821.
- Ästhetisierung als zweite Aufklärung. Eine literarästhetisch abgeleitete Kulturtheorie. Bielefeld 2022, ISBN 3-8498-1827-6.

| Personendaten    | Personendaten         |
| ---------------- | --------------------- |
| NAME             | Peper, Jürgen         |
| KURZBESCHREIBUNG | deutscher Amerikanist |
| GEBURTSDATUM     | 9. September 1923     |
| STERBEDATUM      | 2021                  |